# La Roureda (Castellcir)
La Roureda és una moderna urbanització del terme de municipal de Castellcir, pertanyent a la comarca del Moianès. Està del tot unida al Carrer de l'Amargura, de manera que, de fet, funciona com un barri de Castellcir.
Està situada a l'entorn dels 785 metres d'altitud, al nord i molt a prop del nucli actual del poble de Castellcir, el Carrer de l'Amargura, amb el qual de fet forma un contínuum urbà. És al lloc on es troba l'extrem nord-est de la carretera BV-1310. A l'extrem sud-occidental de la urbanització es troba la masia de la Caseta del Giol, i al sud-oriental, la de Cal Manel. Al seu límit de ponent es troba el Pla de la Llosa, i al nord, el Sot de les Espines.
La urbanització de la zona ha fet perdre alguns indrets destacats, com ara el Bosquet, al nord de la Caseta del Giol.